# جان برنارد
جان برنارد (انگلیسی: John Barnard) یک اتومبیل‌ران فرمول ۱ اهل ایالات متحده آمریکا بود.